# 斯佩基亚
斯佩基亚（義大利語：Specchia），是意大利莱切省的一个市镇。总面积25平方公里，人口4942人，人口密度197.7人/平方公里（2009年）。ISTAT代码为075077。